# Casimir Pulaski
Casimir Pulaski, původním jménem Kazimierz Michał Władysław Wiktor Pułaski (6. března 1745? Varšava – 11. říjen 1779 Savannah, Georgie) byl polský šlechtic, účastník americké války za nezávislost. Měl přezdívku „otec americké kavalerie“.

## Život
Šlechtická rodina Pułaských měla pozemky ve Winiarách nedaleko Warki v Mazovském vojvodství. Právě tam Kazimierz prožil dětství. Střední školu studoval ve Varšavě. V 17 letech se stal pážetem polského prince a knížete kuronského a zemgalského Karla Kristiána. V jeho vojsku se pak roku 1763 zúčastnil bojů s Rusy o Jelgavu.
V roce 1768, ve 22 letech, patřil k zakladatelům a klíčovým osobnostem tzv. barské konfederace, tedy vojenského spolku polské šlechty, který chtěl bojovat s rostoucím ruským vlivem v Polsku a s reformami krále Stanislava II. Augusta Poniatowského, jenž byl podle šlechtické opozice stále více závislý na ruské podpoře. Patřil k nejúspěšnějším velitelům vojsk barské konfederace, několik týdnů se bránil ruské přesile u berdičevského kláštera (na území dnešní Ukrajiny), v bitvě pod Orzechowem se pak utkal s ruským vojskem vedeným slavným Alexandrem Suvorovem. V boji ztratil bratra Franciszka Ksaweryho, sám byl dvakrát raněn. Slavnou se stala rovněž jeho obrana kláštera v Čenstochové proti oddílům ruského plukovníka Ivana Dreviče, známého svou krutostí a hrabivostí (popsáno v polské lidové písni Piosenka o Drewiczu), z Pulaskiho se tak stal nový symbol národního odporu. Celé povstání nakonec zkrachovalo, když Polsko ztratilo podporu Rakouska i Pruska, které cítily šanci ukousnout si také z polského území.

### Americké období
Kazimierz Pułaski se po porážce Barské konfederace ocitl v prekérní situaci. Rusové ho v nepřítomnosti odsoudili k trestu smrti a na jeho dopadení byla vypsána vysoká odměna. Přes osmanské území na Balkáně uprchl ze země, nejprve do Rakouska, a poté do Francie. Protože si evropské vlády nechtěly Rusko pohněvat, hrozilo mu vydání a nebyl nikde v bezpečí. Ve Francii se doslechl o povstání amerických kolonistů proti anglické nadvládě. Připojil se tedy k výpravě francouzských dobrovolníků vedené markýzem La Fayettem, kteří se vydali americké revoluci na pomoc.
Jeho jméno nebylo v Americe neznámé. Sám Benjamin Franklin dobře znal jeho zásluhy v polském povstání a doporučil generálu Georgi Washingtonovi, aby Pulaskiho, jak si jeho jméno upravili Američané, postavil do čela kavalerie, tedy jízdního oddílu. S jízdou totiž američtí osadníci neměli dosud zkušenosti, zatímco Poláci byli pokládáni za nejlepší jízdní vojáky celé Evropy. V září 1777 se Pulaski zúčastnil bitvy u Brandywinu. Jeho odvážný útok zachránil ustupující americké oddíly. Washington ho za hrdinský čin povýšil do hodnosti brigádního generála, a to rovnou na bojišti.
Pulaski se vyznamenal i v bitvě u Charlestonu 10. května 1779. Ještě téhož roku však byl při obléhání přístavu Savannah v Georgii zraněn kartáčovou střelou, dva dny poté zraněním podlehl. Podle některých údajů byl pak pohřben na místní plantáži, odkud byly ostatky následně přeneseny a uloženy v kovové schránce pod jeho pomníkem na savannažském náměstí.

## Výzkum ostatků
Po dvou staletích byly Pulaského ostatky v 90. letech 20. století vyzvednuty k vědeckému prozkoumání. Forenzní antropolog z Arizonské státní univerzity Charles Merbs uvedl, že kosti nesly jednoznačně ženské rysy. Výškou postavy a věkem však Pulaskému odpovídaly a možnosti, že by došlo k záměně těla, odporovalo opotřebení kostí odpovídající jízdě na koni i stopy zranění z bitev. Došlo k porovnání DNA se vzorky odebranými Pulaského praneteři, výsledky však nebyly průkazné. Nový vědecký tým později provedl opětovnou analýzu s novějšími technologiemi a potvrdil příbuznost. Podle Virginie Hutton Estabrookové Pulaski užíval mužský gender, tělesně byl však patrně intersexuální. Případně se jednalo o transgender muže.

## Odkaz
V USA je dnes národním hrdinou a je po něm nazváno 18 měst. Roku 2009 mu bylo uděleno čestné občanství Spojených států amerických, což je pocta, jíž se krom něj v celé historii dostalo jen sedmi dalším osobnostem: Winstonu Churchillovi (1963), Raoulu Wallenbergovi (1981), zakladateli Pensylvánie Williamu Pennovi a jeho ženě (1984), Matce Tereze (1996), generálu La Fayettovi a Bernardu de Gálvezovi.